# Ring of Beara

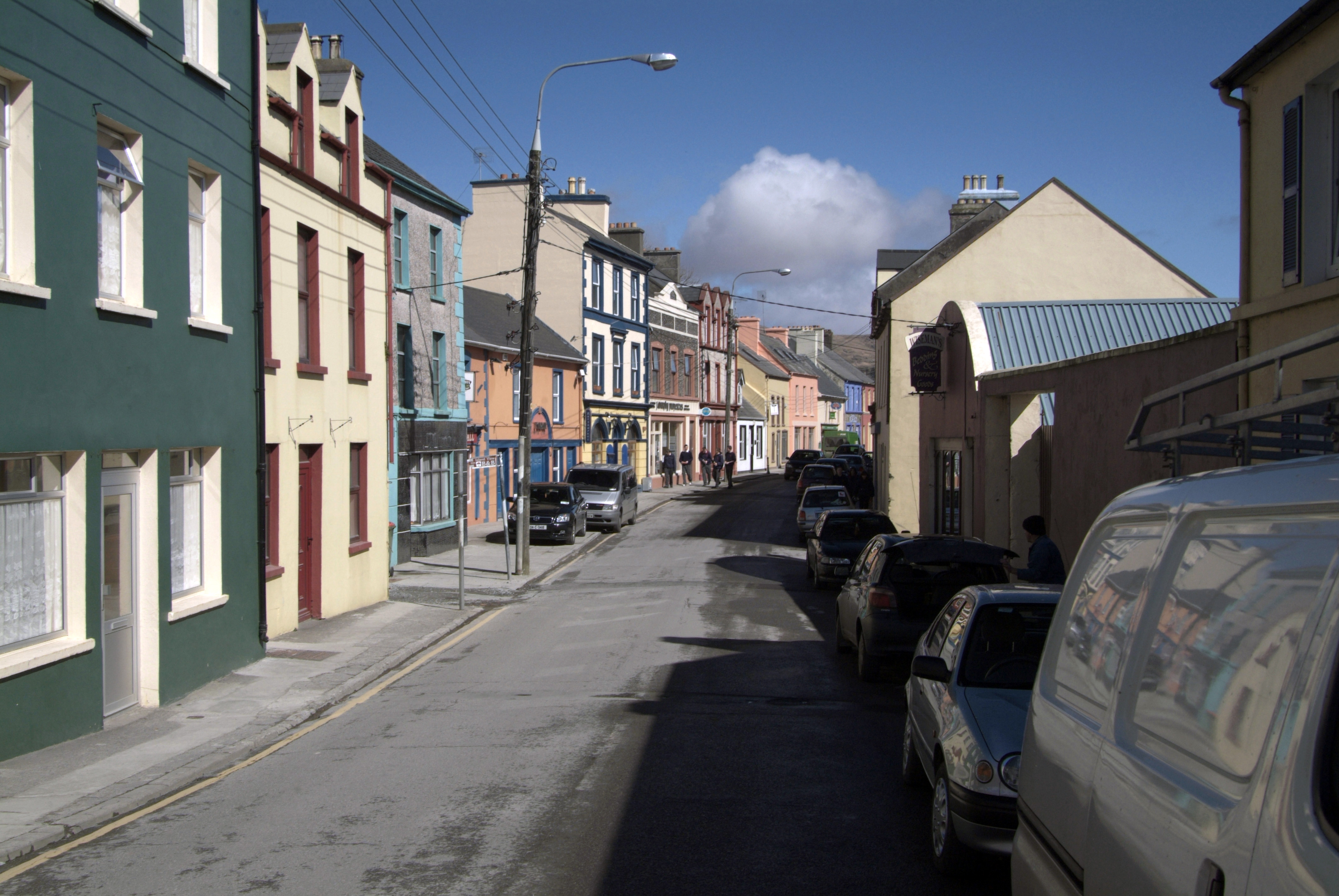
Castletownbere – Die „Hauptstadt“ am Ring of Beara

Der Ring of Beara (irisch Mórchuaird Bhéara) ist eine 140 km lange Panoramaküstenstraße auf der gleichnamigen Beara-Halbinsel (auch Caha-Halbinsel genannt) im Südwesten Irlands. Sie liegt je zur Hälfte in den Countys Kerry und Cork. Der ebenfalls auf der Halbinsel verlaufende 200 km lange „Beara Way“ ist ein ausgezeichneter Fernwanderweg.
Start- und Endpunkte der Ringstraße sind die Orte Glengariff, beziehungsweise Kenmare. Die Straße führt über Castletownbere, den Hauptort der Halbinsel.
Im Gegensatz zu dem nördlicheren, auf der Halbinsel Iveragh gelegenen Ring of Kerry ist der Ring of Beara erheblich weniger befahren. Für Reisebusse ist die Straße zu schmal und für Fahrzeuge mit einem Gewicht von mehr als 2,8 Tonnen (zum Beispiel schwere Wohnmobile) gesperrt.
Für manche ist der Ring of Beara, verglichen mit dem Ring of Kerry, die schönere der beiden Küstenstraßen und stellt Irland in konzentrierter Form dar. Das gilt besonders für den Bereich zwischen Allihies und Caherkeen.

## Sehenswürdigkeiten
- Ballycrovane Ogam-Stein
- Bear (oder Bere) Island
- Dunboy Castle
- Dursey Island
- Garinish, von Glengariff per Boot auf diese Garteninsel